# Белен Родрігес
Марі́я Беле́н Родрі́гес Коцца́ні, відома як Белен Родрігес або «Белен» (ісп. María Belén Rodríguez Cozzani, МФА: [maˈɾi.a βeˈlen roðˈɾiɣes koˈsani]; нар. 20 вересня 1984, Буенос-Айрес) — аргентинська телеведуча і модель. З 2004 року живе й працює в Італії.

## Біографія

### Ранні роки
Белен Родрігес народилася 20 вересня 1984 року в Буенос-Айресі, Аргентина, у родині Густаво Родрігеса (Gustavo Rodríguez) і Вероніки Коццані де Родрігес (Veronica Cozzani de Rodríguez) — дочки італійських іммігрантів з міста Ла-Спеція в Лігурії. Белен має молодшого брата Хереміаса (Jeremías) і молодшу сестру Сесілію. У віці 10 років Белен з батьками переїздить у місто Пілар. Закінчивши середню школу в грудні 2001, вона вступає на факультет комунікаційних наук у Буенос-Айреському університеті, але не закінчує його — внаслідок успіхів у модельній роботі, у якій дебютувала наприкінці 2000 року, у 16-річному віці. Молодша сестра Белен Сесілія Родрігес (народилася 18 березня 1990) теж стала моделлю і телеведучою, почавши кар'єру в Італії в 2008 р.. З 2015 року вся родина Белен, включаючи батька, матір, брата і сестру, живуть у Мілані.

### Особисте життя
З 2004 по 2008 Белен Родрігес була подругою футболіста Марко Борріелло. З січня 2009 по квітень 2012 вона перебувала в стосунках з актором і телеведучим Фабріціо Корона. Вона розсталася з ним, коли зустріла Стефано Де Мартіно, свого майбутнього чоловіка. 9 квітня 2013 року в них народився син Сантьяго, а 20 вересня вони одружилися. 22 грудня 2015 пара жила окремо, але офіційно шлюб було розірвано тільки 24 січня 2017. Ухвалою Міланського суду Стефано Де Мартіно зобов'язаний був виплачувати щомісячні аліменти в розмірі тисячі євро.

## Кар'єра
З 2004 року Белен живе в Італії, у місті Мілані, де вона веде різноманітні шоу, знімається у рекламних роликах, фільмах і телепрограмах. Вважаючись секс-символом 2000 і 2010-х років Белен знімається для італійської версії Playboy і деяких еротичних календарів. Бульварна преса в Італії й за кордоном докладно освітлюють її кар'єру і приватне життя.
Міжнародна преса прозвала її «ріоплатською Софі Лорен» і «італійською Сарою Карбонеро». У лютому 2011 р. Белен вела престижний фестиваль «Санремо», один з найбільш значних заходів у Європі; вона стала його третьою ведучою-аргентинкою після Валерії Масси і Лоли Понсе. Під час своєї довгої кар'єри Белен працювала з багатьма видатними італійськими телезнаменитостями, включаючи Джеррі Скотті, Марію Де Філіппі, Паоло Боноліса, Мішель Хунцікер і Джанні Моранді.

### Модель
Белен почала модельну кар'єру в 2001 р., у віці 17 років, працюючи в Аргентині, Маямі, Мексиці. Вона стали представницею кількох ліній спідньої білизни і позувала для обкладинок провідних журналів (уперше — в Італії у 2004 р.). У 2004—2008 р.р. Белен брала участь у модних показах у Мілані для демонстрації весняних і осінних колекцій Pin-Up Star, працювала в таких домах моди, як Miss Sixty, Taglia 42, Cotonella, і Yamamay. Восени 2007 р. разом з Елізабеттою Каналіс і Крістіаном Де Сіка вона виконала головні ролі в телерекламі на каналі TIM (роль Родрігес називалася Donna dei Sogni — «Жінка Мрії»). Співпраця Белен з каналом тривала до лютого 2011 р..
Навесні та влітку 2015 р. досвід Me Fui був успішно повторений: в італійських ЗМІ викликало сенсацію, коли Пауль Марчано обрав Белен як «флагманську модель» бренду і нового всесвітнього представника для Guess (цієї ролі доти удостоювалися такі великі міжнародні знаменитості, як Клаудія Шиффер, Адріана Ліма і Періс Гілтон), поряд з вже наявними представницями Шарлоттою Маккінні і Джиджі Гадід. Зокрема, Пауль Марчано обрав Белен на сезон весна-літо 2016 (зйомки відбулися в жовтні 2015 р.) і сезон осінь-зима 2016—2017 (зйомки відбулися в квітні 2016 р.). Під час сезону весна-літо 2016 Белен і її сестра Сесілія повторили успіх роботи з Me Fui. У лютому 2017 р. Белен позувала для лінії жіночої спідньої білизни, а також для колекції хатнього одягу Jadea у сезоні весна-літо 2017. У березні 2017 р. Белен знялася для реклами лінії окулярів Foreyever. У квітні Белен і Сесілія Родрігес знову повторили успіх з Me Fui для сезону весна-літо 2017. У липні Белен стала новим обличчям реклами мережі McDonald's і нової плойки для завивки (названої Bellissima Beach Waves) компанії Bellissima Italia. У жовтні Белен стає новим обличчям бренду Alessandro Angelozzi Couture для лінії весільних суконь 2018 року. Узимку та навесні 2018 р. Белен бере участь, як модель і рекомендуюча, у тижні моди в Мілані 2018, також позує для Instagram (викликавши тим чималий ажіотаж в італійських ЗМІ), для нової лінії Swarovski (разом з Алессандрою Амброзіо і Шаніною Шейк), для нової лінії бренду Jadea і (разом з сестрою Сесілією) для нової лінії Me Fui (сезон весна-літо 2018).

### Співачка
Навесні 2007 р. італійський співак японського походження Таїйо Яманоучі (Taiyo Yamanouchi) під час програми Tintoria на каналі Rai 3 запропонував Белен ексклюзивний контракт, що припускав для неї можливість подальшої музичної кар'єри. Але Родрігес (яка разом з ним була співведучою програми) не прийняла пропозицію, визнавши за краще кар'єру моделі, телеведучої і актриси. Восени Белен разом зі своєю подругою Клавдією Галанті (Claudia Galanti) зіграла головну жіночу роль у відеокліпі на пісню Boyfriend, що вийшла в 2008 році в складі альбому Steal Hear репера Куліо.
Улітку 2009 року дебютувала як співачка з піснею Dai muovi muovi («Давай рухай, рухай»), написаною Маріо Гардіні на музику Джованні Паоло Фонтана і Роберто Де Люка. Пісня стала музичною темою телегри Sarabanda, яку вела Белен на каналі Canale 5. У лютому 2010 р. Белен уперше взяла участь у музичному конкурсі в театрі «Арістон», виконавши пісню Aeroplani — сингл, написаний Тото Кутуньйо. Пізніше, на фестивалі Санремо 2010 Белен проспівала Aeroplani дуетом з Кутуньйо. У лютому 2015 р., під час фестивалю Санремо 2015, Родрігес під сценічним псевдонімом «Марія Белен», уперше представила сингл Amarti è folle («Кохатись це божевілля»), написаний і аранжирований Фортунато Цампальйоне (Fortunato Zampaglione) як саундтрек до фільму Non c'è due senza te.

## Нагороди
| Рік  | Нагорода                                              | Номінація                                              | Результат |
| ---- | ----------------------------------------------------- | ------------------------------------------------------ | --------- |
| 2011 | Premio Regia Televisiva (Нагорода для телеведучих)    | «Телеперсона року» (Personaggio rivelazione dell'anno) | Перемога  |
| 2013 | Accademia Amici della Lirica (Академія «Друзі Опери») | «Жінка року» (Donna dell'anno)                         | Перемога  |
| 2014 | Galà della Pubblicità (Святкування реклами)           | «Досконалість року» (Eccellenza dell'anno)             | Перемога  |
| 2015 | San Gennaro Day (День Святого Януарія)                | «Живий шедевр року» (Opera d'arte vivente dell'anno)   | Перемога  |

## Дискографія і фільмографія

### Дискографія
Сингли
- 2009 — Dai muovi muovi (слова Маріо Гардіні, музика Джованні Паоло Фонтана, Роберто Де Люка, вступна тема італійської телепрограми Sarabanda[it])
- 2010 — Aeroplani[it] Тото Кутуньйо (проспівано дуетом з Родрігес на музичному фестивалі «Сан-Ремо»)[44]
- 2015 — Amarti è folle (під творчим псевдонімом «Марія Белен», пісня написана і продюсована Фортунато Цампальйоне, є головною музичною темою фільму Non c'è 2 senza te).

### Фільмографія
Фільми
| Рік  | Назва                     | Оригінальна назва         | Роль              | Примітки                   |
| ---- | ------------------------- | ------------------------- | ----------------- | -------------------------- |
| 2010 | Різдво в Південній Африці | Natale in Sudafrica       | Анджела Ладессе   |                            |
| 2011 | Комісар Монтальбано       | Il commissario Montalbano | Долорес Гутьєррес | телесеріал на каналі Rai 1 |
| 2011 | Якщо це ти, я скажу «так» | Se sei così ti dico di sì | Кортес Таліта     | комедія                    |
| 2012 | Гладіатори Риму           | Gladiatori di Roma        | Діана             |                            |
| 2015 | Non c'è 2 senza te        | Non c'è 2 senza te        | Лаура             | комедія                    |
| 2016 | Дон Маттео (10 серія)     | Don Matteo (La colpa)     | Селесте Мартінес  | телесеріал на каналі Rai 1 |

Телепрограми
| Рік       | Назва                                                | Роль                                      | Примітки                                 |
| --------- | ---------------------------------------------------- | ----------------------------------------- | ---------------------------------------- |
| 2007      | Tintoria                                             | ведуча                                    | телепрограма (139 серій) на каналі Rai 3 |
| 2007      | Circo Massimo show                                   | ведуча                                    | на каналі Rai 3                          |
| 2008      | Pirati                                               | камео                                     | на каналі Rai 2                          |
| 2008      | L'isola dei famosi                                   | камео                                     | на каналі Rai 2                          |
| 2009      | Scherzi a parte                                      | ведуча                                    | на каналі Canale 5                       |
| 2009      | No Scherzi No Party                                  | ведуча                                    | на каналі Canale 5                       |
| 2009      | Sarabanda                                            | ведуча                                    | на каналі Canale 5                       |
| 2010      | Chiambretti Night                                    | камео / відкриття програми / танцівниця   | на каналі Italia 1                       |
| 2010      | Stiamo tutti bene                                    | камео / ведуча                            | на каналі Rai 2                          |
| 2011      | Музичний фестиваль «Сан-Ремо»                        | телеведуча                                | на каналі Rai 1                          |
| 2011      | Ciak...si canta!                                     | ведуча                                    | на каналі Rai 1                          |
| 2011      | La notte degli chef                                  | камео / гостя програми                    | на каналі Canale 5                       |
| 2011–2012 | Colorado                                             | Джина / ведуча                            | на каналі Italia 1                       |
| 2011      | C'è posta per te                                     | камео / гостя програми                    | на каналі Canale 5                       |
| 2011–2012 | Così fan tutte («Так вчиняють всі»)                  | камео / гостя програми                    | опера буфа на каналі Italia 1            |
| 2012–2013 | Italia's Got Talent («Італія має талант»)            | ведуча                                    | на каналі Canale 5                       |
| 2012      | Amici di Maria De Filippi («Друзі Марії де Філіппі») | камео / відкриття програми / танцівниця   | на каналі Canale 5                       |
| 2013      | Studio 5                                             | камео / гостя програми                    | на каналі Canale 5                       |
| 2014      | Come mi vorrei                                       | камео / ведуча                            | на каналі Italia 1                       |
| 2014      | Chiambretti Supermarket                              | камео / відкриття програми                | на каналі Italia 1                       |
| 2014-досі | Tú sí que vales (Italia)                             | ведуча                                    | на каналі Canale 5                       |
| 2015      | Avanti un altro! Pure di domenica...                 | камео / відкриття програми / зоряна гостя | на каналі Canale 5                       |
| 2015–2016 | Striscia la notizia («Гола правда»)                  | камео / ведуча / зоряна гостя             | на каналі Canale 5                       |
| 2015      | Arena di Verona, lo spettacolo sta per iniziare      | камео / ведуча / зоряна гостя             | на каналі Canale 5                       |
| 2016      | Pequeños gigantes Italia                             | телеведуча                                | на каналі Canale 5                       |
| 2016      | L'intervista                                         | камео / гостя програми                    | на каналі Canale 5                       |
| 2016      | Nemicamatissima                                      | камео / гостя програми                    | на каналі Canale 5                       |
| 2017      | C'è posta per te                                     | камео / гостя програми                    | на каналі Canale 5                       |
| 2017      | Emigratis                                            | камео / гостя програми                    | на каналі Italia 1                       |
| 2017      | Maurizio Costanzo Show                               | камео / гостя програми                    | на каналі Canale 5                       |
| 2017      | Selfie - Le cose cambiano                            | камео / телеведуча                        | на каналі Canale 5                       |
| 2017      | Grande Fratello VIP                                  | камео / телеведуча                        | на каналі Canale 5                       |
| 2017      | Chi ha incastrato Peter Pan?                         | камео / телеведуча                        | на каналі Canale 5                       |
| 2018      | Amici di Maria De Filippi («Друзі Марії де Філіппі») | камео / танцівниця                        | на каналі Canale 5                       |

Кліпи
У 2008 році знялася у відеокліпі на пісню Boyfriend американського репера Куліо. Белен грає головну жіночу роль, пісня Boyfriend увійшла до альбому Steal Hear

## Скандали

### Позов проти Google
У 2006 Белен опинилася втягненою у судовий процес проти Google: з вишкодування моральної шкоди за індексацію пошуковиком порнографічних сайтів, які розміщували її фотографії.

### Мальдивський скандал з Фабріціо Корона
Зв'язок Белен з Фабріціо Корона, що тривав з січня 2009 р. по квітень 2012, часто ставав мішенню італійських пліток, пересудів, суперечливих чуток. Наприклад, у квітні 2009 папараці журналу Novella 2000 сфотографували Фабріціо оголеним у сексуальній позі з Белен у публічному місці на Мальдівах — державі, ісламське законодавство якої забороняє подібну поведінку. Знімок був опублікований 24 квітня в Італії,, спричинивши хвилю пересудів.

### Відео, зняте в ресторані
23 січня 2013 британська газета Daily Mail опублікувала статтю, що містила суперечливі відгуки на відео з Белен, викладене в Instagram. На ролику Родрігес вкладала свій язик у рот своєму 3-річному сину. Зняте у ресторані, відео може закарбовувати момент, де Белен злизувала збиті вершки з його обличчя. Переглядачі залишили різноманітні коментарі: деякі картали це як безсоромність, інші не знаходили в цьому нічого неподобного. Італійська газета Il Fatto Quotidiano повідомила про цю полеміку і той сплеск популярності, що вона дала Белен у Британії.